# The Incredible Jimmy Smith at Club "Baby Grand", Wilmington, Delaware
| Recensione | Giudizio |
| ---------- | -------- |
| AllMusic   | [ 2 ]    |

The Incredible Jimmy Smith at Club "Baby Grand", Wilmington, Delaware (spesso indicato in molte discografie con l'aggiunta di Volume 1 al titolo) è un album discografico Live di Jimmy Smith (a nome The Incredible Jimmy Smith), pubblicato dalla casa discografica Blue Note Records nel gennaio del 1957.

## Tracce

### LP
Lato A
1. Introduction by Mitch Thomas – 0:59
2. Sweet Georgia Brown – 9:17 (Maceo Pinkard)
3. Where or When – 9:14 (Lorenz Hart, Richard Rodgers)

Lato B
1. The Preacher – 11:48 (Horace Silver)
2. Rosetta – 10:08 (Earl Hines, Henri Woode)

## Musicisti
- Jimmy Smith - organo
- Thornel Schwartz - chitarra
- Donald Bailey - batteria

Note aggiuntive
- Alfred Lion - produttore
- Rudy Van Gelder - ingegnere delle registrazioni
- Reid K. Miles - design copertina album originale
- Francis Wolff - foto copertina album originale
- Leonard Feather - note retrocopertina album originale[3]